# Cyrus Jones
Cyrus Jones (Baltimora, 29 novembre 1993) è un giocatore di football americano statunitense che milita nel ruolo di cornerback nella National Football League (NFL).

## Biografia

### New England Patriots
Al college, Jones giocò a football con gli Alabama Crimson Tide dal 2012 al 2015, vincendo due campionati NCAA. Fu scelto nel corso del secondo giro (60º assoluto) nel Draft NFL 2016 dai New England Patriots. Debuttò come professionista subentrando nella gara del primo turno contro gli Arizona Cardinals e due settimane dopo mise a segno i primi due tackle nella vittoria sugli Houston Texans. Nella settimana 13 disputò la prima gara come titolare contro i Baltimore Ravens.
Il 5 febbraio 2017 vince il suo primo Super Bowl, il LI, disputato dai Patriots contro gli Atlanta Falcons e vinto dai primi, ai tempi supplementari (prima volta nella storia del Super Bowl), con il punteggio di 34-28.

## Palmarès

### Franchigia
- Super Bowl : 1

New England Patriots: LI
- American Football Conference Championship: 2

New England Patriots: 2016, 2017

## Statistiche
| Partite totali      | 10 |
| Partite da titolare | 1  |
| Tackle totali       | 7  |
| Sack                | 0  |
| Intercetti          | 0  |
| Fumble forzati      | 0  |